# Aker Solutions
Aker Solutions ASA (OSE: AKSO
) er en internationalt industrikoncern med hovedkontor på Fornebu i Bærum.
Aker Solutions er et internationalt olieservice-selskab, der leverer ingeniørtjenester, fabrikation, teknologiprodukter, vedligehold, specialisttjenester og totalløsninger til olieindustrien. Hovedparten af virksomheden omfatter leverancer til olie-, gas- og petrokemianlæg. Koncernen har også en betydelig aktivitet knyttet til leverancer til projekter for gas- og kulkraftværk, metalforædling og andre udvalgte industrier. Virksomheden er organiseret i ni forretningsområder; Engineering, Drilling Technologies, Maintenance, Modifications and Operations, Mooring & Loading Systems, Oilfield Services & Marine Assets, Process Systems, Subsea, Well Intervention Services og Umbilicals. 
I Norge har Aker Solutions virksomhed på følgende steder: Ågotnes, Arendal, Kristiansund, Mongstad, Oslo, Bærum (Fornebu), Sandnessjøen, Stavanger (inkl. Hinna), Bergen (inkl. Sandsli), Stjørdal, Trondheim, Mosjøen, Kristiansand, Egersund, Lier, Lyngdal, Moss, Horten, Hammerfest,Tromsø og Aukra.